# グランドロッジ

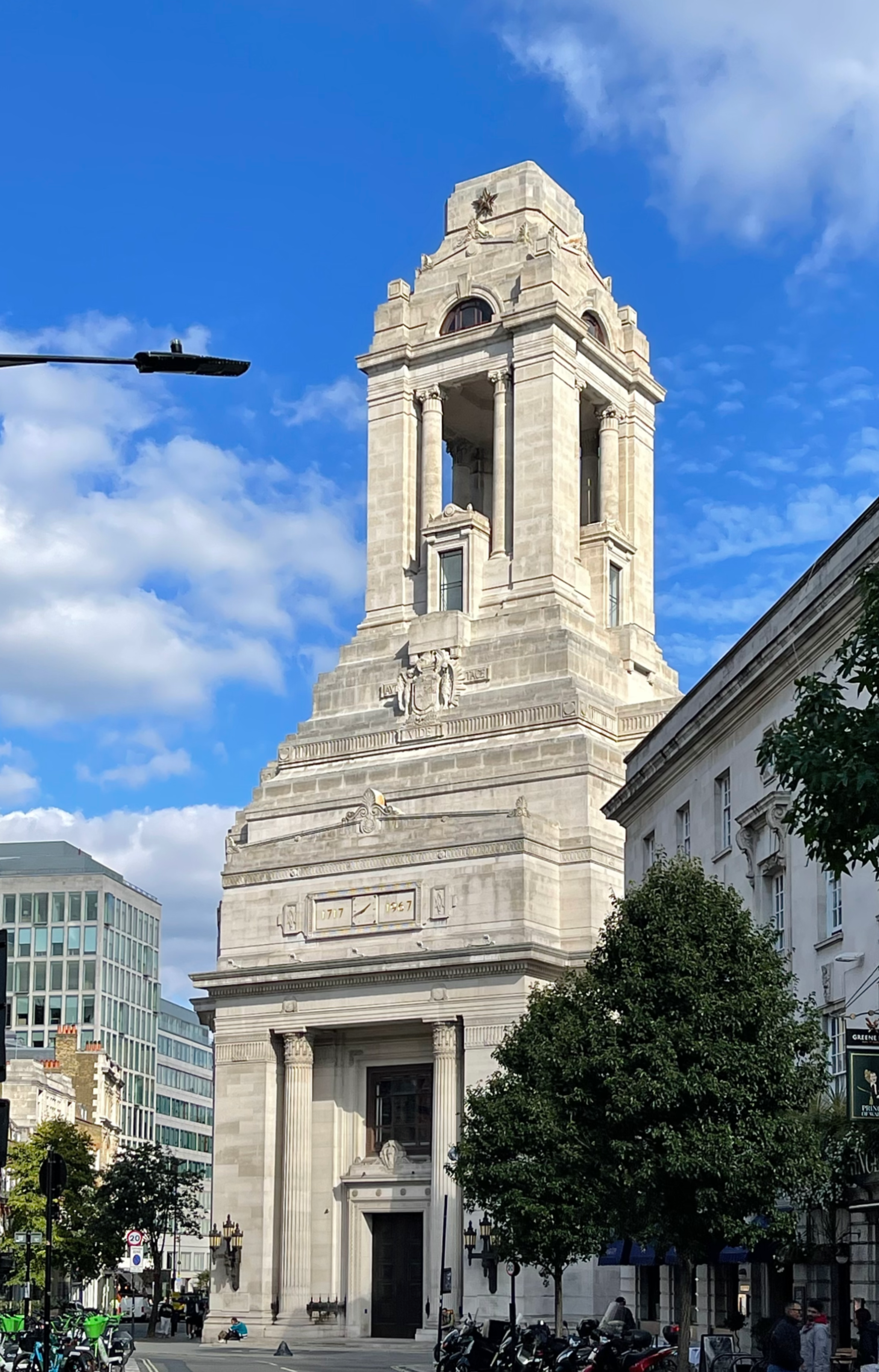
ユナイテッド・グランドロッジ・オブ・イングランドの本部、フリーメイソン・ホール（ロンドン、カムデン区ホルボーン）

グランドロッジ（Grand Lodge）は、フリーメイソンの各国家や地域などに設けられた広域的な統括支部のこと。組織構成の最小単位であるロッジ（Lodge、ブルーロッジ）をまとめる支部の意味であり、各拠点は管轄地域を冠した名前で呼ばれる（例：日本グランドロッジやグランドロッジ・オブ・スコットランド）。フリーメイソンには世界規模の組織はなく、各国家（地域）ごとにグランドロッジをトップとして独立しており、このため、各グランドロッジが意思決定の最高機関である。一方、スコティッシュ・ライトやシュライナーといった地域のグランドロッジに属さないフリーメイソン団体も存在する。一部はグランドオリエント（Grand Orient）と呼ばれ、例えばフランス支部の呼称があたる（グランドオリエント・ド・フランス）。
元々、フラタニティにおける同様の支部を指す呼称だが、一般にはフリーメイソンの支部の通称として知られる。

## 概要
フリーメイソンにおけるグランドロッジ（Grand Lodge）またはグランドオリエント（Grand Orient）は、管轄地域における「クラフト」「ブルーロッジ（ロッジ）」「シンボリック」といった組織を統括する統治組織である。最初に作られたグランドロッジは、1717年に設立されたグランドロッジ・オブ・イングランドである（当初の名前はグランドロッジ・オブ・ロンドン・アンド・ウェストミンスター）。
グランドロッジの長はグランドマスター（Grand Master）と呼ばれ、他の役員も通常のロッジの役名の前に「グランド」を冠した名前で呼ばれる。
多くのグランドロッジは、所属する一般支部（ロッジ）との間の中間支部としてプロビンシャル・グランドロッジ（Provincial Grand Lodge、地方ロッジ）を設けていることが多い。アメリカにおいては、管轄地域を「地方」（Districts）や「地区」（Regions）で分けることが多い。
フリーメイソンにおいて世界中の組織や各グランドロッジを統括する中央機関は存在しないため、その方針や運営は各グランドロッジごとに委ねられ、異なるが、基本的な枠組みは共通している。中央機関や上位組織がないということは、各グランドロッジは親睦によってまとまっていることを意味する。

## 管轄範囲と相互承認

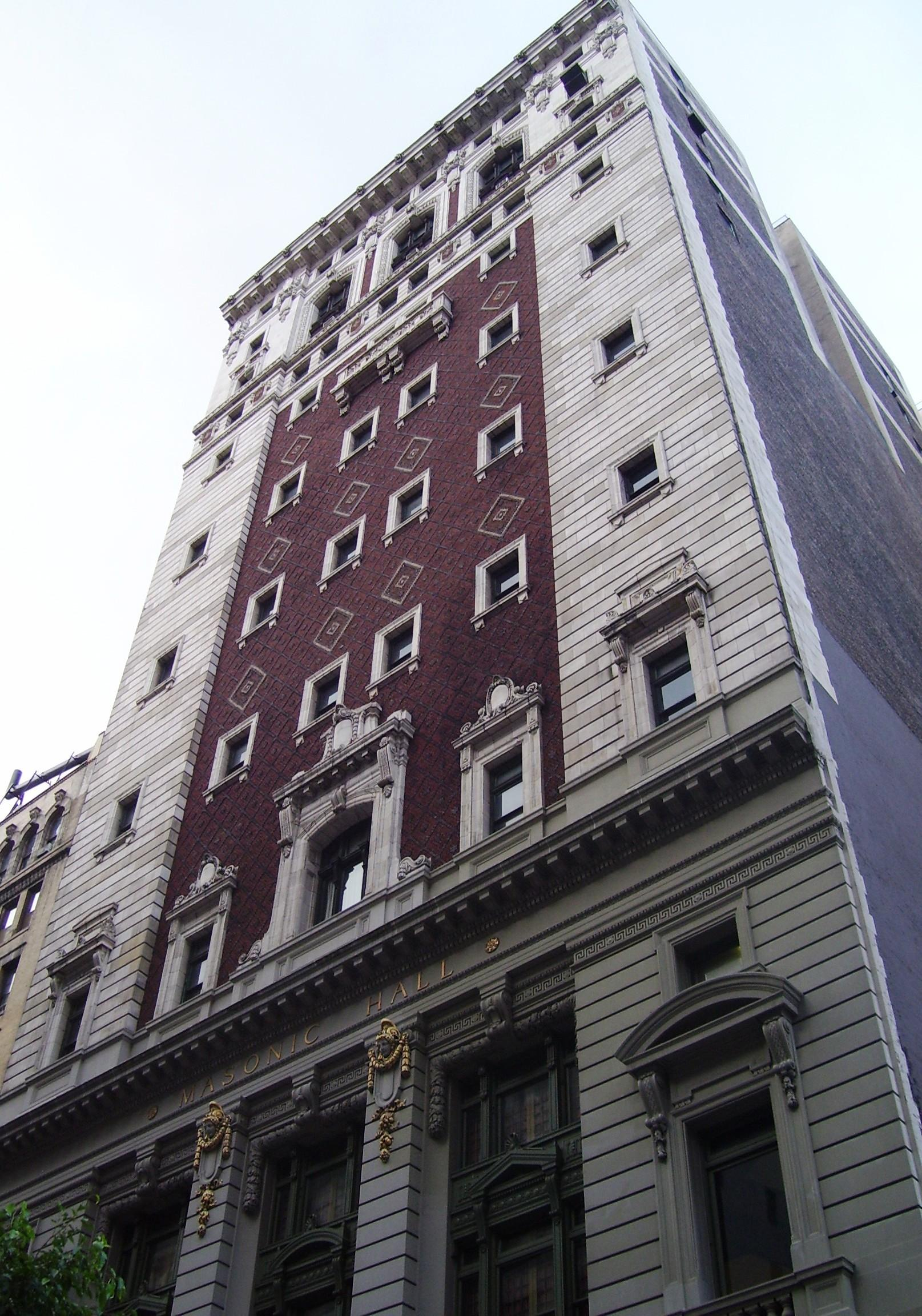
ニューヨーク・グランドロッジの本部、メソニック・ホール（ニューヨーク、マンハッタン区フラットアイアン・ディストリクト）

グランドロッジの管轄範囲は、一般に行政の地区割に基づき、特定の国や州を単位とする。グランドロッジは管轄地域内のロッジ（支部）を指導・監督する役目を持つ。各グランドロッジは他のグランドロッジから独立しており、各組織独自の規則や儀式を定める。グランドロッジは他のグランドロッジを正当な組織として承認するか否かを決定し、相互承認したものを「友好関係にある」と呼ぶ。友好関係にあるグランドロッジは人の交流を認めたことを意味し、逆に非承認の組織とは交流しないことを意味する。
友好関係が毀損される理由としては、通常、重要な規則に対する違反行為があったとみなされた場合が考えられる。
他にもいくつかの例外として、南アメリカのグランドロッジについて、ユナイテッド・グランドロッジ・オブ・イングランド（United Grand Lodge of England、UGLE）が承認しない組織は、アメリカの他のグランドロッジも承認しないという不文律がある。
イギリスには、ユナイテッド・グランドロッジ・オブ・イングランド、グランドロッジ・オブ・アイルランド、グランドロッジ・オブ・スコットランドがあり、それぞれが、それぞれの管轄地域を持つ。また、アメリカでは通常、州ごとに1つのグランドロッジを持つ。ただ、それ以外の国や、一部のアメリカの地域については、通常は複数の異なる系統のグランドロッジがある。例えば黒人ロッジとも呼ばれるプリンス・ホール・フリーメイソンなどである。プリンス・ホールは既存のフリーメイソンへの入会を断られた自由黒人たちによって1784年に結成された古い結社であり、長く他のグランドロッジの承認を得られなかったが、現代では広く相互承認された組織となっている。

## グランドロッジに属さないフリーメイソンの組織
スコティッシュ・ライトやシュライナーといった、親方（マスターメイソン）のみからなる団体は、通常のフリーメイソンの組織からは独立した組織運営を行っており、地域のグランドロッジの直接の指揮下にはない。しかし、グランドロッジを重要な権威として扱い、従う。